# Cidariophanes earina
Cidariophanes earina là một loài bướm đêm trong họ Geometridae.